# Bruno Tedino
Bruno Tedino (Treviso, 13 agosto 1964) è un allenatore di calcio italiano, tecnico dell'Union Clodiense CS.

## Caratteristiche tecniche
Il suo modulo tattico preferito è il 4-3-1-2, schierato a rombo.

## Carriera

### Giocatore e poi giovane allenatore
Dopo una breve carriera da calciatore, chiusa a 22 anni per problemi fisici dovuti a un serio infortunio, nel 1986 inizia la carriera di allenatore nelle giovanili del San Donà. Successivamente allena le formazioni giovanili di Treviso, Conegliano e Montebelluna. Nell'ultima esperienza a Montebelluna, ha anche modo di esordire da tecnico ad interim della prima squadra, il 20 maggio 1995, sostituendo lo squalificato Paolo Marin nello spareggio salvezza del girone D del Campionato Nazionale Dilettanti, disputato con il Donada e terminato a sfavore ai rigori, 4-2.

### Il debutto con prime squadre
Dopo un biennio come tecnico delle giovanili del Venezia, ritorna nei quadri societari del Sandonà, nel ruolo di capo allenatore, esordendo tra i professionisti il 17 agosto 1997, nel girone E della fase a gironi di Coppa Italia Serie C, ottenendo una vittoria contro il Giorgione; nel campionato di competenza di Serie C2 giunge al decimo posto. Rimane per il torneo di Serie C2 1998-1999, passando al Novara, ma la stagione non è semplice, tanto da essere esonerato nel girone di ritorno e in seguito sostituito da Alberto Marchetti. L'anno dopo scende di categoria e allena per due anni il Pordenone, ottenendo un quinto e un secondo posto. Nel biennio 2001-2003 torna ad allenare nelle giovanili del Treviso. Nel 2003-2004 guida il Südtirol ai vertici del campionato di Serie C2; nonostante un brillante terzo posto finale, subisce l'esonero prima della disputa dei play-off: la squadra biancorossa sarà poi sconfitta in finale dalla Cremonese.

### Pistoiese
Dal 2004 al 2007 siede sulla panchina della Pistoiese, militante in Serie C1. Nella sua prima stagione nel terzo livello, sua massima categoria fino a quel momento della carriera, ottiene il sesto posto in campionato, sfiorando anche la partecipazione ai play-off per la promozione in Serie B. Confermato per la stagione successiva, viene poi esonerato alla settima giornata dopo un pessimo avvio di torneo. Solo il suo ritorno in panchina a fine febbraio consentì alla Pistoiese di raggiungere la salvezza. Ancora trainer della formazione toscana nella stagione 2006-2007, porta la squadra al nono posto nel campionato di terza serie.

### Sangiovannese
Nell'ottobre del 2007-2008 è chiamato a guidare la Sangiovannese, sempre in Serie C1, in precaria posizione in classifica. Purtroppo alla fine si dovrà arrendere alla legge della disputa dei play-out: costretto a giocarli per non retrocedere, incontra la Pistoiese e, proprio da ex, non riesce ad evitare la retrocessione agli spareggi (in casa 0-3, fuori 0-1).

### Città di Jesolo e SandonàJesolo
Nella stagione 2008-2009 torna in Veneto, subentrando dopo poche giornate a Diego Zanin sulla panchina del Città di Jesolo in Serie D. Con i nerazzurri si classifica all'undicesimo posto, decisamente meglio nel campionato successivo quando, dopo il quarto posto finale, viene sconfitto ai play-off dal Venezia (fuori 0-1). Tedino è poi parte del progetto che vede il Città di Jesolo tornare nella vicina San Donà di Piave, dalla cui squadra cittadina anni prima i nerazzurri avevano ottenuto il titolo sportivo, per divenire Sandonajesolo. Per il trainer trevigiano è un ritorno nella città che lo aveva visto iniziare il suo percorso prima come allenatore nelle giovanili e poi successivamente come quello nell'esordio tra i professionisti nel 1997-1998. Nella stagione 2010-2011, guida i biancocelesti alla vittoria dei play-off di girone e poi sino alle semifinali di quelli nazionali, dove viene eliminato nel doppio confronto con la Turris (in casa 2-2, fuori 0-0). Con una squadra più giovane nella stagione successiva, Tedino guida i biancocelesti sino alla finale di Coppa Italia di Serie D, poi persa contro il Sant'Antonio Abate (1-2). Grazie al piazzamento di Coppa il Sandonajesolo accede ai play-off nazionali di Serie D, giungendo alla finale con la Nuova Cosenza, ma rimediando nei minuti finali una nuova sconfitta (2-3). L'esperienza con il Sandonajesolo si chiude nella stagione 2012-2013, annata nella quale guida i biancocelesti ad una tranquilla salvezza, ma al cui termine vedrà la società rinunciare all'iscrizione per la stagione successiva.

### Tecnico della Nazionale Under 16 e dell'Under 17
Nel 2008, Bruno Tedino aveva ottenuto anche il patentino "Master Uefa Pro". Questo gli consente di intraprendere, nell'estate 2013, un percorso da tecnico federale, venendo chiamato dalla commissione tecnica della FIGC ad allenare prima la Nazionale Under-16 e poi la Nazionale Under-17, per quello che lui stesso considera - fino a quel momento - «il punto più alto della mia carriera».

### Ritorno al Pordenone
Nel biennio 2015-2017 è ingaggiato alla guida del Pordenone, ritornando anche ad essere il coach dei friulani a distanza di 14 anni, in Lega Pro, con cui ottiene prima un secondo posto e poi un terzo posto. Nel primo caso il piazzamento gli consente di guidare la squadra ai play-off promozione, persi in semifinale contro il Pisa (fuori 0-3, in casa 0-0), allora allenato da Gennaro Gattuso, mentre nel secondo caso perde allo stesso turno contro il Parma ai calci di rigore, 5-6, dopo che la gara era terminata 1-1.

### Palermo
Il 22 giugno 2017 approda nella Serie B 2017-2018, divenendo allenatore del Palermo, con il cui proprietario Maurizio Zamparini aveva già collaborato ai suoi esordi nelle giovanili del Venezia. Con i rosanero vince il girone d'andata laureandosi campione d'inverno, ma, a causa di una serie di risultati negativi nel girone di ritorno (una sola vittoria in sei partite), il 28 aprile 2018, a quattro giornate dalla fine del torneo e dopo la sconfitta in trasferta contro il Venezia per 3-0, viene esonerato e sostituito da Roberto Stellone, con la squadra al secondo posto.
Al termine della stagione, dopo la sconfitta della compagine rosanero in finale play-off e la mancata promozione in A, Tedino è richiamato sulla panchina del Palermo nel luglio seguente. Il 26 settembre, dopo l'eliminazione in Coppa Italia al terzo turno e un avvio di campionato con 8 punti ottenuti in 5 partite, viene nuovamente sollevato dall'incarico e sostituito da Roberto Stellone.

### Teramo ed Entella
Il 1º luglio 2019 firma un contratto biennale con il Teramo, militante nel campionato di Serie C. Nonostante il settimo posto in classifica, il 16 febbraio 2020 viene esonerato e sostituito da Cetteo Di Mascio.
Il 17 agosto dello stesso anno viene ufficializzato come nuovo allenatore dell’Entella in Serie B. Diventato ormai un veterano del calcio professionistico, avendo superato le 400 panchine tra i vari campionati e coppe, il 26 settembre, al debutto, pareggia con il Cosenza per 0-0, mentre quattro giorni più tardi si qualifica al terzo turno di Coppa Italia, battendo l’AlbinoLeffe per 2-1 e successivamente anche al quarto avendo la meglio sul Pisa per 3-1. Il 23 novembre viene però sollevato dall'incarico, con la squadra al penultimo posto con 5 punti frutto di 5 pareggi e 3 sconfitte.

### Secondo ritorno al Pordenone
Il 18 ottobre 2021 inizia la sua terza esperienza (dopo tre anni dalla seconda e venti anni dalla prima) sulla panchina del Pordenone, ultimo in Serie B con un punto dopo otto partite, al posto di Massimo Rastelli. Il 24 ottobre al debutto pareggia in extremis la gara con il Pisa (1-1). La prima vittoria arriva il 30 novembre contro l’Alessandria per 2-0, dopo tre pareggi e altrettante sconfitte. Dopo una stagione di sofferenza, la squadra friulana, che sotto la
guida di Tedino raccoglie 17 punti in 30 partite, retrocede in Serie C con tre giornate d'anticipo. Il 12 maggio 2022 i ramarri comunicano che non sarà prolungata la collaborazione con il tecnico.

### Trento e Union Clodiense
L’11 ottobre 2022 viene ufficializzato l'ingaggio sulla panchina del Trento, in Serie C, con un contratto fino a fine stagione.. La squadra che si trovava al diciassettesimo posto chiude il torneo al quattordicesimo con la salvezza diretta. Confermato per la stagione successiva, dopo una ottima partenza la squadra subisce un periodo negativo e viene esonerato il 10 gennaio 2024 con il team in dodicesima posizione, con tre punti sopra la zona play-out.
Nel gennaio 2025 viene ingaggiato dall’Union Clodiense ma con 10 punti raccolti in 16 incontri non riesce ad evitare la retrocessione in Serie D.

## Statistiche

### Statistiche da allenatore

#### Club
Statistiche aggiornate al 25 aprile 2025.
| Stagione               | Squadra                | Campionato             | Campionato | Campionato | Campionato | Campionato | Coppe nazionali | Coppe nazionali | Coppe nazionali | Coppe nazionali | Coppe nazionali | Coppe continentali | Coppe continentali | Coppe continentali | Coppe continentali | Coppe continentali | Altre coppe | Altre coppe | Altre coppe | Altre coppe | Altre coppe | Totale | Totale | Totale | Totale | Vittorie % | Piazzamento       |
| Stagione               | Squadra                | Comp                   | G          | V          | N          | P          | Comp            | G               | V               | N               | P               | Comp               | G                  | V                  | N                  | P                  | Comp        | G           | V           | N           | P           | G      | V      | N      | P      | %          | Piazzamento       |
| ---------------------- | ---------------------- | ---------------------- | ---------- | ---------- | ---------- | ---------- | --------------- | --------------- | --------------- | --------------- | --------------- | ------------------ | ------------------ | ------------------ | ------------------ | ------------------ | ----------- | ----------- | ----------- | ----------- | ----------- | ------ | ------ | ------ | ------ | ---------- | ----------------- |
| 1997-1998              | Sandonà                | C2                     | 34         | 9          | 14         | 11         | CI-C            | 4               | 2               | 1               | 1               | -                  | -                  | -                  | -                  | -                  | -           | -           | -           | -           | -           | 38     | 11     | 15     | 12     | 28,95      | 10°               |
| 1998-mar. 1999         | Novara                 | C2                     | 26         | 5          | 11         | 10         | CI-C            | 4               | 1               | 0               | 3               | -                  | -                  | -                  | -                  | -                  | -           | -           | -           | -           | -           | 30     | 6      | 11     | 13     | 20,00      | Eson.             |
| 1999-2000              | Pordenone              | D                      | 36         | 16         | 11         | 9          | CI-D            | 2               | 0               | 1               | 1               | -                  | -                  | -                  | -                  | -                  | -           | -           | -           | -           | -           | 38     | 16     | 12     | 10     | 42,11      | 5°                |
| 2000-2001              | Pordenone              | D                      | 34         | 17         | 9          | 8          | CI-D            | 2               | 1               | 1               | 0               | -                  | -                  | -                  | -                  | -                  | -           | -           | -           | -           | -           | 36     | 18     | 10     | 8      | 50,00      | 2°                |
| 2003-mag. 2004         | Südtirol               | C2                     | 34         | 14         | 16         | 4          | CI-C            | 4               | 1               | 2               | 1               | -                  | -                  | -                  | -                  | -                  | -           | -           | -           | -           | -           | 38     | 15     | 18     | 5      | 39,47      | 3°, Eson.         |
| 2004-2005              | Pistoiese              | C1                     | 36         | 15         | 11         | 10         | CI-C            | 5               | 2               | 1               | 2               | -                  | -                  | -                  | -                  | -                  | -           | -           | -           | -           | -           | 41     | 17     | 12     | 12     | 41,46      | 6°                |
| 2005-2006              | Pistoiese              | C1                     | 18         | 6          | 8          | 4          | CI-C            | -               | -               | -               | -               | -                  | -                  | -                  | -                  | -                  | -           | -           | -           | -           | -           | 18     | 6      | 8      | 4      | 33,33      | Eson., Sub. 10°   |
| 2006-2007              | Pistoiese              | C1                     | 34         | 10         | 13         | 11         | CI-C            | 4               | 0               | 0               | 4               | -                  | -                  | -                  | -                  | -                  | -           | -           | -           | -           | -           | 38     | 10     | 13     | 15     | 26,32      | 9°                |
| Totale Pistoiese       | Totale Pistoiese       | Totale Pistoiese       | 88         | 31         | 32         | 25         |                 | 9               | 2               | 1               | 6               |                    | -                  | -                  | -                  | -                  |             | -           | -           | -           | -           | 97     | 33     | 33     | 31     | 34,02      |                   |
| ott. 2007-2008         | Sangiovannese          | C1                     | 28+2       | 6          | 11         | 11+2       | CI-C            | -               | -               | -               | -               | -                  | -                  | -                  | -                  | -                  | -           | -           | -           | -           | -           | 30     | 6      | 11     | 13     | 20,00      | Sub. 17° (retr.)  |
| 2008-2009              | Città di Jesolo        | D                      | 34         | 8          | 18         | 8          | CI-D            | 4               | 3               | 0               | 1               | -                  | -                  | -                  | -                  | -                  | -           | -           | -           | -           | -           | 38     | 11     | 18     | 9      | 28,95      | 11°               |
| 2009-2010              | Città di Jesolo        | D                      | 38+1       | 21         | 7          | 10+1       | CI-D            | 4               | 3               | 0               | 1               | -                  | -                  | -                  | -                  | -                  | -           | -           | -           | -           | -           | 43     | 24     | 7      | 12     | 55,81      | 4°                |
| Totale Città di Jesolo | Totale Città di Jesolo | Totale Città di Jesolo | 73         | 29         | 25         | 19         |                 | 8               | 6               | 0               | 2               |                    | -                  | -                  | -                  | -                  |             | -           | -           | -           | -           | 81     | 35     | 25     | 21     | 43,21      |                   |
| 2010-2011              | SanDonàJesolo          | D                      | 34+6       | 15+3       | 10+3       | 9          | CI-D            | 3               | 0               | 2               | 1               | -                  | -                  | -                  | -                  | -                  | -           | -           | -           | -           | -           | 43     | 18     | 15     | 10     | 41,86      | 4°                |
| 2011-2012              | SanDonàJesolo          | D                      | 34+3       | 12+1       | 12+1       | 10+1       | CI-D            | 8               | 5               | 1               | 2               | -                  | -                  | -                  | -                  | -                  | -           | -           | -           | -           | -           | 45     | 18     | 14     | 13     | 40,00      | 7°                |
| 2012-2013              | SanDonàJesolo          | D                      | 38         | 15         | 13         | 10         | CI-D            | 2               | 1               | 1               | 0               | -                  | -                  | -                  | -                  | -                  | -           | -           | -           | -           | -           | 40     | 16     | 14     | 10     | 40,00      | 7°                |
| Totale SanDonà Jesolo  | Totale SanDonà Jesolo  | Totale SanDonà Jesolo  | 115        | 46         | 39         | 30         |                 | 13              | 6               | 4               | 3               |                    | -                  | -                  | -                  | -                  |             | -           | -           | -           | -           | 128    | 52     | 43     | 33     | 40,63      |                   |
| 2015-2016              | Pordenone              | LP                     | 34+3       | 19+1       | 8+1        | 7+1        | CI-LP           | 2               | 1               | 0               | 1               | -                  | -                  | -                  | -                  | -                  | -           | -           | -           | -           |             | 39     | 21     | 9      | 9      | 53,85      | 2°                |
| 2016-2017              | Pordenone              | LP                     | 38+6       | 19+3       | 9+2        | 10+1       | CI+CI-LP        | 2+1             | 1+0             | 0               | 1+1             | -                  | -                  | -                  | -                  | -                  | -           | -           | -           | -           | -           | 47     | 23     | 11     | 13     | 48,94      | 3°                |
| 2017-apr. 2018         | Palermo                | B                      | 38         | 16         | 15         | 7          | CI              | 2               | 1               | 1               | 0               | -                  | -                  | -                  | -                  | -                  | -           | -           | -           | -           | -           | 40     | 17     | 16     | 7      | 42,50      | Eson.             |
| ago.-set. 2018         | Palermo                | B                      | 5          | 2          | 2          | 1          | CI              | 2               | 0               | 1               | 1               | -                  | -                  | -                  | -                  | -                  | -           | -           | -           | -           | -           | 7      | 2      | 3      | 2      | 28,57      | Eson.             |
| Totale Palermo         | Totale Palermo         | Totale Palermo         | 43         | 18         | 17         | 8          |                 | 4               | 1               | 2               | 1               |                    | -                  | -                  | -                  | -                  |             | -           | -           | -           | -           | 47     | 19     | 19     | 9      | 40,43      |                   |
| 2019-feb. 2020         | Teramo                 | C                      | 26         | 10         | 7          | 9          | CI-C            | 4               | 3               | 0               | 1               | -                  | -                  | -                  | -                  | -                  | -           | -           | -           | -           | -           | 30     | 13     | 7      | 10     | 43,33      | Eson.             |
| set.-nov. 2020         | Virtus Entella         | B                      | 8          | 0          | 5          | 3          | CI              | 2               | 2               | 0               | 0               | -                  | -                  | -                  | -                  | -                  | -           | -           | -           | -           | -           | 10     | 2      | 5      | 3      | 20,00      | Eson.             |
| ott. 2021-2022         | Pordenone              | B                      | 30         | 3          | 8          | 19         | CI              | -               | -               | -               | -               | -                  | -                  | -                  | -                  | -                  | -           | -           | -           | -           | -           | 30     | 3      | 8      | 19     | 10,00      | Sub. 20° (retr.)  |
| Totale Pordenone       | Totale Pordenone       | Totale Pordenone       | 181        | 78         | 48         | 55         |                 | 9               | 3               | 2               | 4               |                    | -                  | -                  | -                  | -                  |             | -           | -           | -           | -           | 190    | 81     | 50     | 59     | 42,63      |                   |
| ott. 2022-2023         | Trento                 | C                      | 31         | 11         | 8          | 12         | CI-C            | -               | -               | -               | -               | -                  | -                  | -                  | -                  | -                  | -           | -           | -           | -           | -           | 31     | 11     | 8      | 12     | 35,48      | Sub., 14º         |
| 2023-gen. 2024         | Trento                 | C                      | 20         | 7          | 4          | 9          | CI-C            | 1               | 0               | 1               | 0               | -                  | -                  | -                  | -                  | -                  | -           | -           | -           | -           | -           | 21     | 7      | 5      | 9      | 33,33      | Eson.             |
| Totale Trento          | Totale Trento          | Totale Trento          | 51         | 18         | 12         | 21         |                 | 1               | 0               | 1               | 0               |                    | -                  | -                  | -                  | -                  |             | -           | -           | -           | -           | 52     | 18     | 13     | 21     | 34,62      |                   |
| gen.-giu. 2025         | Union Clodiense CS     | C                      | 16         | 3          | 1          | 12         | CI-C            | -               | -               | -               | -               | -                  | -                  | -                  | -                  | -                  | -           | -           | -           | -           | -           | 16     | 3      | 1      | 12     | 18,75      | Sub., 20º (retr.) |
| 2025-2026              | Union Clodiense CS     | D                      | 0          | 0          | 0          | 0          | CI-D            | 0               | 0               | 0               | 0               | -                  | -                  | -                  | -                  | -                  | -           | -           | -           | -           | -           | 0      | 0      | 0      | 0      | —          |                   |
| Totale carriera        | Totale carriera        | Totale carriera        | 725        | 267        | 238        | 220        |                 | 62              | 27              | 13              | 22              |                    | -                  | -                  | -                  | -                  |             | -           | -           | -           | -           | 787    | 294    | 251    | 242    | 37,36      |                   |

#### Nazionale
| Squadra     | Naz               | dal            | al             | Record | Record | Record | Record     | Record | Record | Record | Record |
| G           | V                 | N              | P              | GF     | GS     | DR     | % Vittorie |        |        |        |        |
| ----------- | ----------------- | -------------- | -------------- | ------ | ------ | ------ | ---------- | ------ | ------ | ------ | ------ |
| Italia U-16 | Italia (bandiera) | 1º luglio 2013 | 30 giugno 2014 | 6      | 3      | 0      | 3          | 12     | 9      | +3     | 50,00  |
| Italia U-17 | Italia (bandiera) | 1º luglio 2014 | 30 giugno 2015 | 19     | 9      | 4      | 6          | 26     | 19     | +7     | 47,37  |
| Totale      | Totale            | Totale         | Totale         | 25     | 12     | 4      | 9          | 38     | 28     | +10    | 48,00  |